# Walentin Jotow
Walentin Jotow, bułg. Валентин Йотов (ur. 6 września 1988 w Plewen) – bułgarski szachista, arcymistrz od 2008 roku.

## Kariera szachowa
Kilka razy w swojej karierze reprezentował Bułgarię na mistrzostwach świata i Europy juniorów w różnych kategoriach wiekowych, najlepszy wynik osiągając w 2004 w Heraklionie, gdzie w kategorii do 16 lat podzielił VI m. W tym samym roku podzielił II m. (za Mariusem Manolache, wspólnie z m.in. Władimirem Łazariewem) w Padrón, natomiast w 2005 zwyciężył w Lienzu (wspólnie z Albertem Bokrosem i Władysławem Niewiedniczym) oraz w Vilagarcía de Arousa (wspólnie z Aryamem Abreu Delgado i Ciprianem-Costicą Nanu). W 2006 osiągnął jeden z największych sukcesów w swojej dotychczasowej karierze, zwyciężając w rozegranym w Swilengradzie finale indywidualnych mistrzostw Bułgarii (oraz zdobywając pierwszą normę na tytuł arcymistrza). Również w 2006 podzielił I m. w otwartych turniejach w Ferrol (wspólnie z m.in. Aleksą Strikoviciem, Julianem Radulskim i Ilmarsem Starostitsem) oraz w Cambados (wspólnie z Mariusem Manolache i Władimirem Dimitrowem). W 2007 ponownie podzielił I m. w Cambados (wspólnie z Krasimirem Rusiewem i Ilmarsem Starostitsem) oraz wypełnił kolejne dwie normy arcymistrzowskie, w  Neuhausen i mistrzostwach Grenady. W 2008 osiągnął kolejny sukces, zwyciężając w rozegranych w Płowdiwie otwartych mistrzostwach Bułgarii, podzielił również I m. w Miluzie (wspólnie z Jeanem-Noelem Riffem i Matthieu Cornette). W 2009 podzielił I m. w Słonecznym Brzegu (wspólnie z Momcziłem Nikołowem i Gergelym Szabo). W 2010 zdobył brązowy medal mistrzostw Bułgarii.
Wielokrotnie reprezentował Bułgarię w turniejach drużynowych, m.in.: trzykrotnie na olimpiadach szachowych (w latach 2006, 2008, 2014) oraz dwukrotnie na drużynowych mistrzostwach Europy (w latach 2003, 2009).
Najwyższy ranking w dotychczasowej karierze osiągnął 1 lipca 2009, z wynikiem 2603 punktów zajmował wówczas 5. miejsce wśród bułgarskich szachistów.